# سنجتك (بجستان)
سنجتك (بالفارسية: سنجتک) هي قرية تقع في إيران في قسم بجستان الريفي. يقدر عدد سكانها بـ 50 نسمة .